# Krasnyj Lutsch
Krasnyj Lutsch (ukrainisch Красний Луч – ukrainisch offiziell seit dem 12. Mai 2016 Chrustalnyj/Хрустальний; russisch Красный Луч/Krasny Lutsch, wörtlich etwa „Roter Lichtstrahl“) ist eine Stadt in der Oblast Luhansk im Osten der Ukraine. Die am Mius, im Zentrum des Donezbeckens gelegene Stadt hat etwa 80.000 Einwohner (2012).

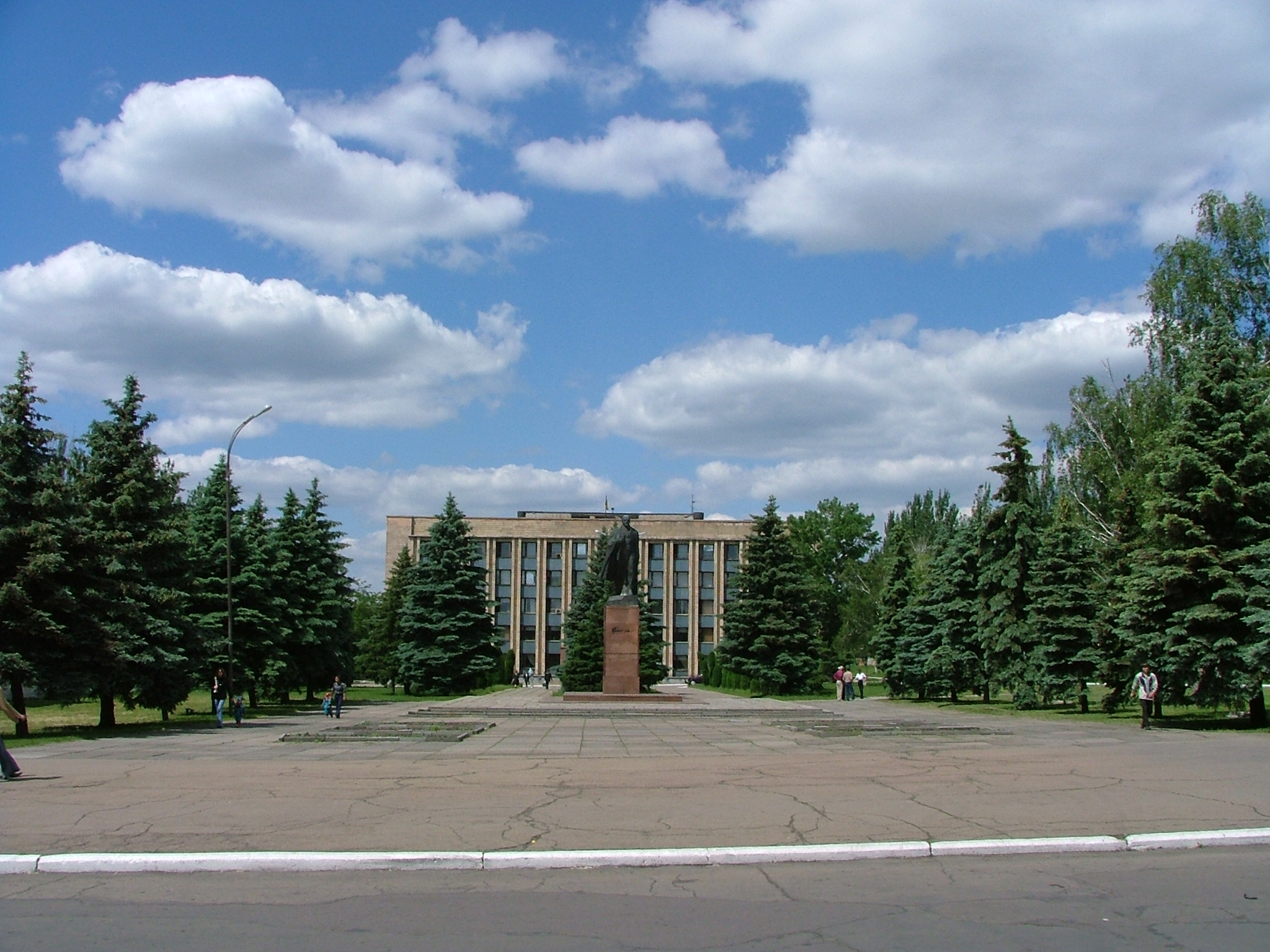
Stadtverwaltungsgebäude von Krasnyj Lutsch

## Geografie
Die gesamte Stadtgemeinde Krasnyj Lutsch hat 124.033 Einwohner (November 2012), ist direkt der Oblastverwaltung unterstellt und wird komplett vom Rajon Antrazyt umschlossen, dabei gliedert sie sich verwaltungstechnisch in die eigentliche Stadt Krasnyj Lutsch, und die drei weiteren Städte
- Miusynsk
- Petrowske (offiziell seit 2016 Petrowo-Krasnosillja/Петрово-Красносілля[4])
- Wachruschewe (offiziell seit 2016 Bokowo-Chrustalne/Боково-Хрустальне[5])

in 8 Siedlungen städtischen Typs
- Chrustalne
- Fedoriwka
- Hruschowe
- Knjahyniwka
- Saporischschja
- Sadowo-Chrustalnenskyj
- Schteriwka
- Sofijiwskyj

5 Dörfer
- Artema (Артема – offiziell seit 2016 Scherebjatsche/Жереб'яче[6])
- Korinne (Корінне)
- Lisne (Лісне)
- Nowojelysawetiwka (Новоєлизаветівка)
- Woskresseniwka (Воскресенівка)

und 6 Siedlungen
- Butkewytsch (Буткевич)
- Chrustalnyj (Хрустальний).
- Dawydiwka (Давидівка)
- Komendantske (Комендантське)
- Trubnyj (Трубний)
- Werhuliwske (Вергулівське).

## Geschichte
Die Stadt wurde 1895 als Krindatschewka (russisch Криндачевка) gegründet und trägt den Namen Krasnyj Lutsch seit 1920.
In der Stadt bestand das Kriegsgefangenenlager 256 für deutsche Kriegsgefangene des Zweiten Weltkriegs.
Seit dem Sommer 2014 ist die Stadt durch Separatisteneinheiten der Volksrepublik Lugansk besetzt.

## Wirtschaft und Infrastruktur
Krasnyj Lutsch ist geprägt durch die Kohleförderung. Außerdem ist die Stadt ein Zentrum des Maschinenbaus und Standort eines Fleischkombinats.
Es besteht ein Eisenbahnanschluss an die Bahnstrecke Otscheretyne–Swerewo.

## Bevölkerungsentwicklung
| 1923  | 1926  | 1939   | 1959   | 1970    | 1979    | 1989    | 2001   | 2005   | 2013   |
| ----- | ----- | ------ | ------ | ------- | ------- | ------- | ------ | ------ | ------ |
| 1.811 | 7.009 | 59.271 | 93.764 | 102.636 | 105.946 | 113.278 | 94.875 | 89.688 | 81.162 |

Quelle: 1923–1989: ;
2001–2013:

## Persönlichkeiten
- Leonid Ossipenko (1920–1997), sowjetischer U-Boot-Kommandant und Konteradmiral
- Pawel Stolbow (1929–2011), sowjetischer Kunstturner
- Mykola Schmatko (1943–2020), ukrainischer Bildhauer und Maler
- Wladimir Walujew (* 1947), russischer Admiral
- Anatolij Konkow (1949–2024), sowjetisch-ukrainischer Fußballspieler und -trainer
- Wiktor Plakida (* 1956), ukrainischer Politiker
- Oleksij Danilow (* 1962), ukrainischer Politiker
- Oleg Kutscherenko (* 1968), sowjetischer bzw. deutscher Ringer und Olympiasieger
- Natalija Korolewska (* 1975), ukrainische Unternehmerin und Politikerin
- Hanna Skydan (* 1992), ukrainische und aserbaidschanische Hammerwerferin